# ديريك مكنيس
ديريك مكنيس (بالإنجليزية: Derek McInnes)‏ (5 يوليو 1971 في المملكة المتحدة - ) هو عارض ولاعب كرة قدم زيمبابوي في مركز الوسط. شارك مع منتخب اسكتلندا لكرة القدم. أما مع النوادي، فقد لعب مع دندي يونايتد وسانت جونستون وستوكبورت كونتي ونادي تولوز ونادي رينجرز ونادي ميلوول ووست بروميتش ألبيون ونادي غرينوك مورتون.

## وصلات خارجية
- ديريك مكنيس على موقع قاعدة بيانات كرة القدم.إي يو (الإنجليزية)
- ديريك مكنيس على موقع ناشيونال فوتبول تيمز (الإنجليزية)
- ديريك مكنيس على موقع Soccerbase.com (لاعب) (الإنجليزية)
- ديريك مكنيس على موقع Soccerbase.com (مدرب) (الإنجليزية)
- ديريك مكنيس على موقع عالم كرة القدم.نت (الإنجليزية)